# Dzong Drukgyal
El dzong Drukgyal (en dzongkha, «fortaleza del Drukpa victorioso») es una fortaleza (dzong) en la aldea de Phondey del distrito de Paro (Bután). Shabdrung Ngawang Namgyal fundó la construcción en 1646 para conmemorar su victoria sobre los invasores tibetanos. Otras fuentes afirman que fue Tenzin Drugda (el segundo Desi y penlop de Paro en ese momento) quien lo levantó bajo el mando de Namgyal. Está incluido como un sitio provisional en la Lista Indicativa de Bután para su inclusión en la Unesco.

## Historia

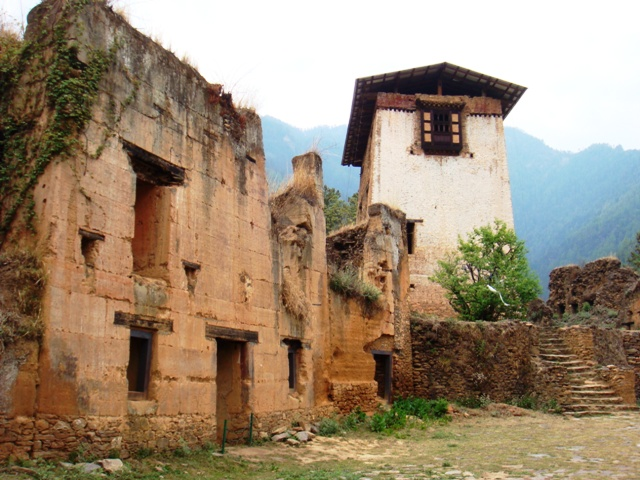
El dzong en su estado ruinoso.

La antigua fortaleza sirvió como una importante base de defensa en la región y albergó documentos sagrados hasta 1951 cuando fue casi completamente destruida a causa de un incendio. A diferencia de los demás dzongs del país, Drukgyal no albergaba funciones administrativas y religiosas, sino que tan solo defensivas. Cuando finalmente terminaron las invasiones del tibetanas, el edificio se convirtió en un lugar importante para los comerciantes; el arroz fue la principal exportación de Bután al Tíbet, mientras que la sal y el té fueron los principales productos importados de este último.
Las anteriores ruinas existentes y la estructura de defensa original se mantuvieron bien conservadas. En ese estado, se incluyó como un sitio provisional en la Lista Indicativa de Bután para su inclusión en la Unesco. En abril de 2016, para celebrar el nacimiento del príncipe, Jigme Namgyel Wangchuck, así como para conmemorar la llegada del Shabdrung a Bután en el 1616, el entonces Primer Ministro Tshering Tobgay anunció que el dzong sería restaurado. El anuncio y la ceremonia de inauguración se llevaron a cabo el 6 de febrero de 2016, un día después del nacimiento del príncipe heredero. Se programó que el proyecto finalizara en diciembre de 2022.

## Arquitectura

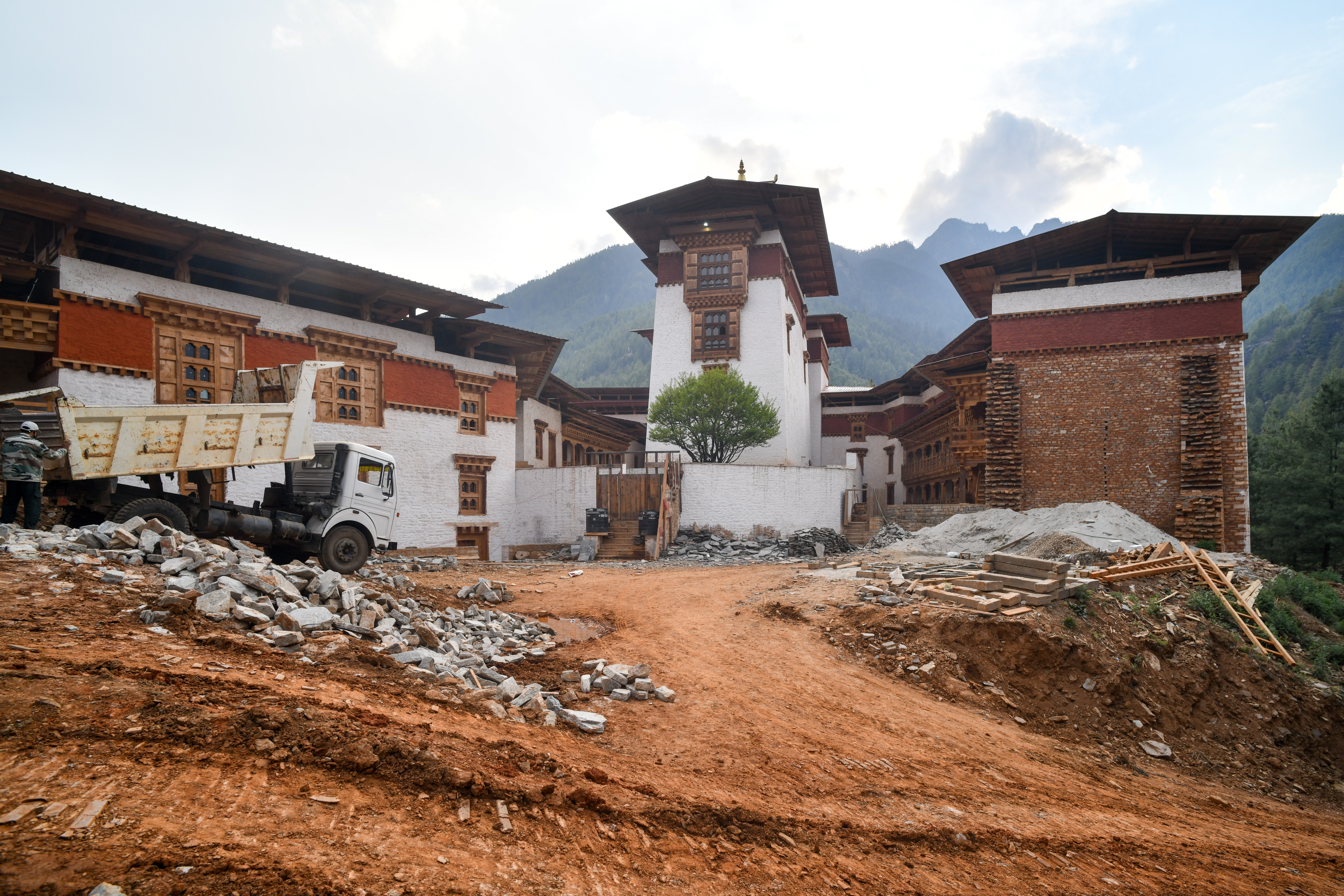
Trabajos de reconstrucción de la fortaleza durante 2021.

Antes de la renovación, la mayoría de los componentes de madera del dzong, como las vigas del techo, los marcos de puertas, ventanas, y los pisos y techos se encontraban casi totalmente ausentes. Por otra parte, en gran medida las estructuras de paredes de piedra y tierra apisonada continuaron en pie. El dzong consta de un utse (la torre central), que albergaba un santuario de deidades guardianas, y shabkhor, edificios rectangulares que rodean los patios. Fue construido adaptándose a la condición geográfica del cerro y formó un diseño distintivo. A diferencia de otras fortalezas, no contó con añadidos de épocas posteriores para la administración o para cuerpos monásticos. Los altos y macizos muros de mampostería de piedra de los edificios shabkhor se alzaban en la ladera empinada de la colina que rodeaba por completo el espacio interior del dzong, lo que hacía posible el acceso desde una entrada única. Esta era fuertemente custodiada por varios Ta dzongs (atalayas) de forma cilíndrica situados entre la entrada y el pie del cerro. Existían túneles secretos que proporcionaban pasajes protegidos para recoger agua del río debajo de la colina y para enviar tropas durante la época de guerra.